# Cal Manseta
Cal Manseta és una casa de Guimerà (Urgell) inclosa a l'Inventari del Patrimoni Arquitectònic de Catalunya.

## Descripció
La casa coneguda com a Cal Manseta està situada just a la vora de la Capella de Sant Esteve o també conegut com l'antic hospital. Aquesta casa era ja construïda en època medieval, però en la seva façana hi ha una renovació pertanyent als segles d'estil renaixentista. Aquesta façana de pedra es distribueix a partir de quatre grans finestres simètriques, però cada una té la seva pròpia decoració escultòrica. A la planta baixa s'hi localitza la porta principal i ja en el primer pis hi ha una porta que dona a un balcó acompanyada lateralment per un gran finestral. Aquesta porta es troba emmarcada per pilastres damunt de la qual hi ha un entaulament clàssic que sustenta un frontó triangular, a la seva dreta hi ha una finestra amb una llinda que com a única decoració té una venera inserida.
Les finestres superiors tenen unes llindes diferents però que combinen frontons rectangulars i semicirculars amb frontons semicirculars partits per una llança.

## Història
Possiblement al segle xiv aquesta casa havia tingut les funcions de ser la casa hospital de Guimerà.